# Бурбон

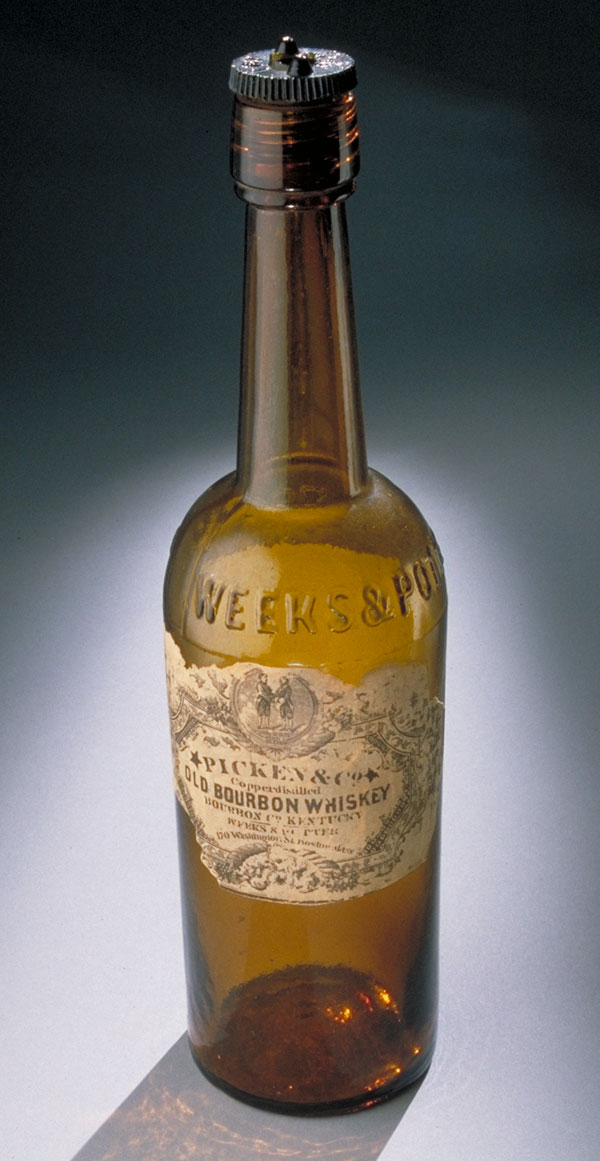
Пляшка з-під бурбону XIX століття

Бурбо́н (англ. bourbon) — вид віскі, що виготовляється в США із зерна кукурудзи.

## Опис
Бурбон з'явився в кінці XVIII — на початку XIX століття в місті Перис (округ Бурбон, штат Кентуккі, США). Перша відома реклама нового напою з такою назвою датується 1821 роком. Сам рецепт був відомим раніше: як мінімум з 1789 року баптистський священник Елайджа Крейг дистилював схожий напій для потреб своїх парафіян.
Основна відмінність бурбону від європейського віскі полягає в тому, що бурбон виробляється з кукурудзи, а не з ячменю, і витримується у спеціальних бочках, виготовлених із дуба і випалених зсередини за спеціальною технологією. Саме це нововведення і запровадив Елайджа Крейг, випадково помітивши, що витримане у випаленій зсередини дубовій бочці віскі набуває неповторного аромату і смаку.
Більшість віскі, виробленого у США, є бурбоном; він офіційно вважається національним напоєм США.

## Найпопулярніші бренди
Частка двох найпопулярніших у світі брендів бурбону, які набагато переважають інші бренди, сумарно складає майже 50 %:
- Jim Beam — найпоширеніший у світі бренд бурбону, частка 25,8 %.
- Jack Daniel's — другий за популярністю бренд, частка 24,1 %.(Jack Daniel's не є бурбоном, це теннессійське віскі, різниця затверджена 1941 року урядом США)